# 奥勒良
魯奇烏斯·多米提烏斯·奧勒里安努斯（Lucius Domitius Aurelianus，通常譯作奧勒良，214年9月9日－275年9月）為羅馬帝國的皇帝，270年－275年在位。在他的統治期間，收復了羅馬帝國曾經失去的三分之二的疆域，將分裂50年的帝國再次統合，使羅馬帝國在3世紀末至4世紀初恢復重新統一。他的統治初步解決了羅馬帝國的三世紀危機，是第6位軍人出身即位成功的皇帝。

## 早年生活與權力取得

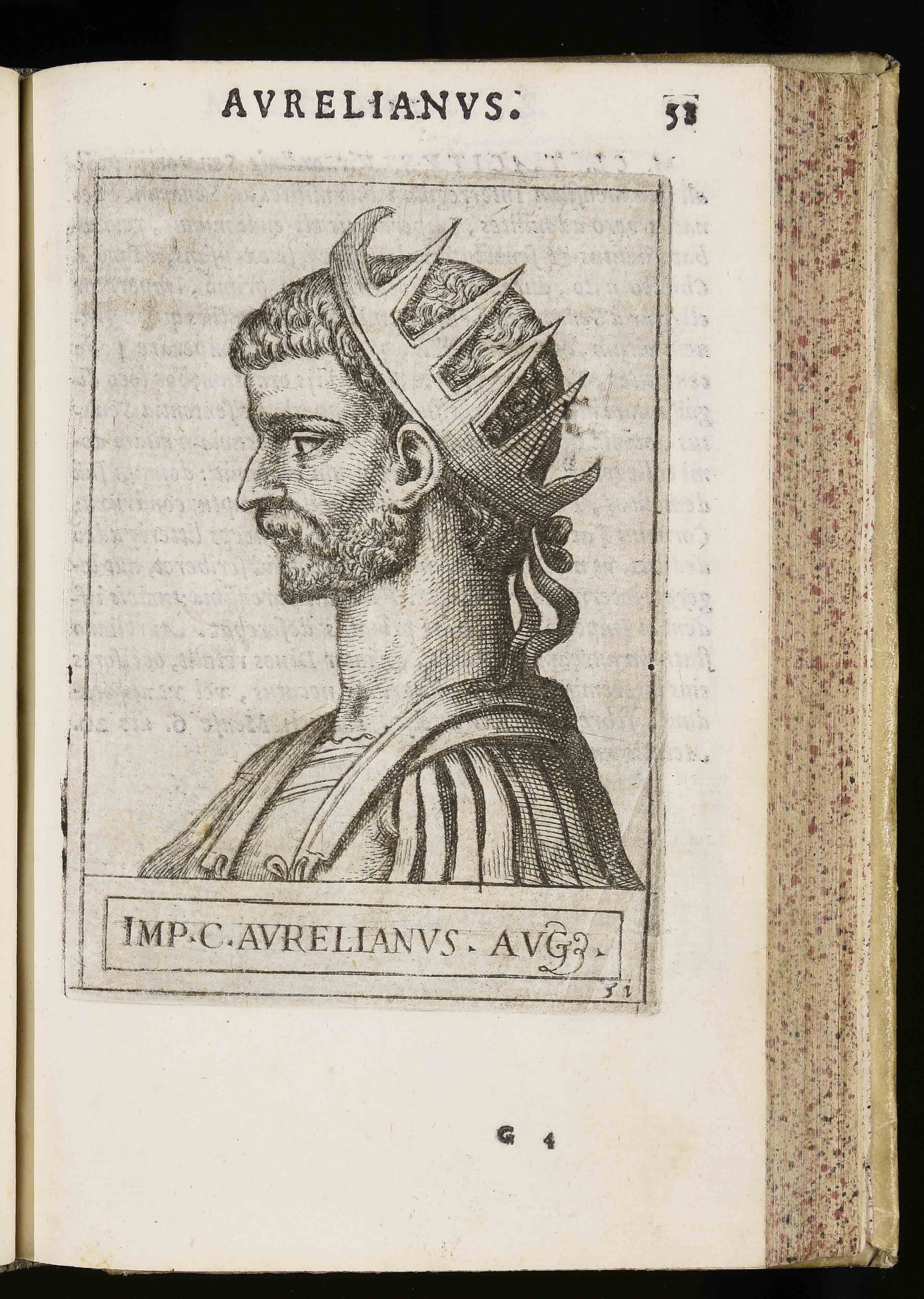
16世紀時描繪的奧勒良

奧勒良生於羅馬帝國的達西亞行省或潘諾尼亞行省。奧勒良的父母姓名沒有正式的記載，據說其父從軍團退休之後，在一位名叫奧理略（Aurelius）的元老院議員的產業上作為佃戶，因此便將其子取名為奧勒良；而他的母親可能是一位太陽神神殿的女巫。無論如何，奧勒良並不是出自於高貴的家庭。
奧勒良本人很早便投身於軍旅生涯，他的表現受到皇帝瓦勒良的肯定，並逐漸受到拔擢升遷。在260年瓦勒良兵敗被俘的那一年，奧勒良正駐守於拜占庭。在這十年之內，羅馬帝國情勢危急，被史家稱為三世紀危機（Tertii Saeculi Crisis）——中央情勢不穩、高盧帝國與東方的帕尔米拉帝國割據一方、北方蠻族的入侵。
奧勒良於268年因支持克勞狄二世奪取帝位而受皇帝克勞狄寵信，因此克勞狄即位後奧勒良立即被任命為騎兵指揮官並之後很快晉升為羅馬軍隊總司令，隔年兩人一起在貝納庫斯湖戰役擊潰了蠻族阿勒曼尼人。克勞狄二世於270年死後，羅馬元老院擁立克勞狄的弟弟昆提盧斯繼位。不過軍隊卻不同意元老院的決定，自行擁立克勞狄的戰友奧勒良為新任皇帝；元老院只能予以追認。事後，無法忍受這種恥辱的昆提盧斯自殺。

## 內政

### 貨幣改革
由於羅馬帝國在三世紀時的經濟出現明顯的衰退現象，也使得國家在鑄幣時常造成官吏暗中的摻雜連帶造成帝國貨幣（金、銀、銅三種）的幣值走貶。奧勒良上任之後，彈劾鑄造廠的官員瀆職，竊取屬於國家的財物。鑄幣工匠在元老院的暗助之下，發起了大規模的罷工，並佔領羅馬的阿凡提諾山丘。皇帝奧勒良對此，則是派出騎兵隊鎮壓罷工的工人，傳說中有七千人遇害。
騷動平息後，奧勒良宣布了幾項貨幣穩定措施：金幣恢復至260年的重量（4.5公克）。銀幣恢復至奧古斯都時代的重量（3.9公克）、成色為百分之五的純度，使得羅馬進入銀本位的貨幣制。至於銅幣（塞斯特爾提烏斯）則因時價貶值過重，奧勒良只有宣布取消發行。

### 奧勒良城牆

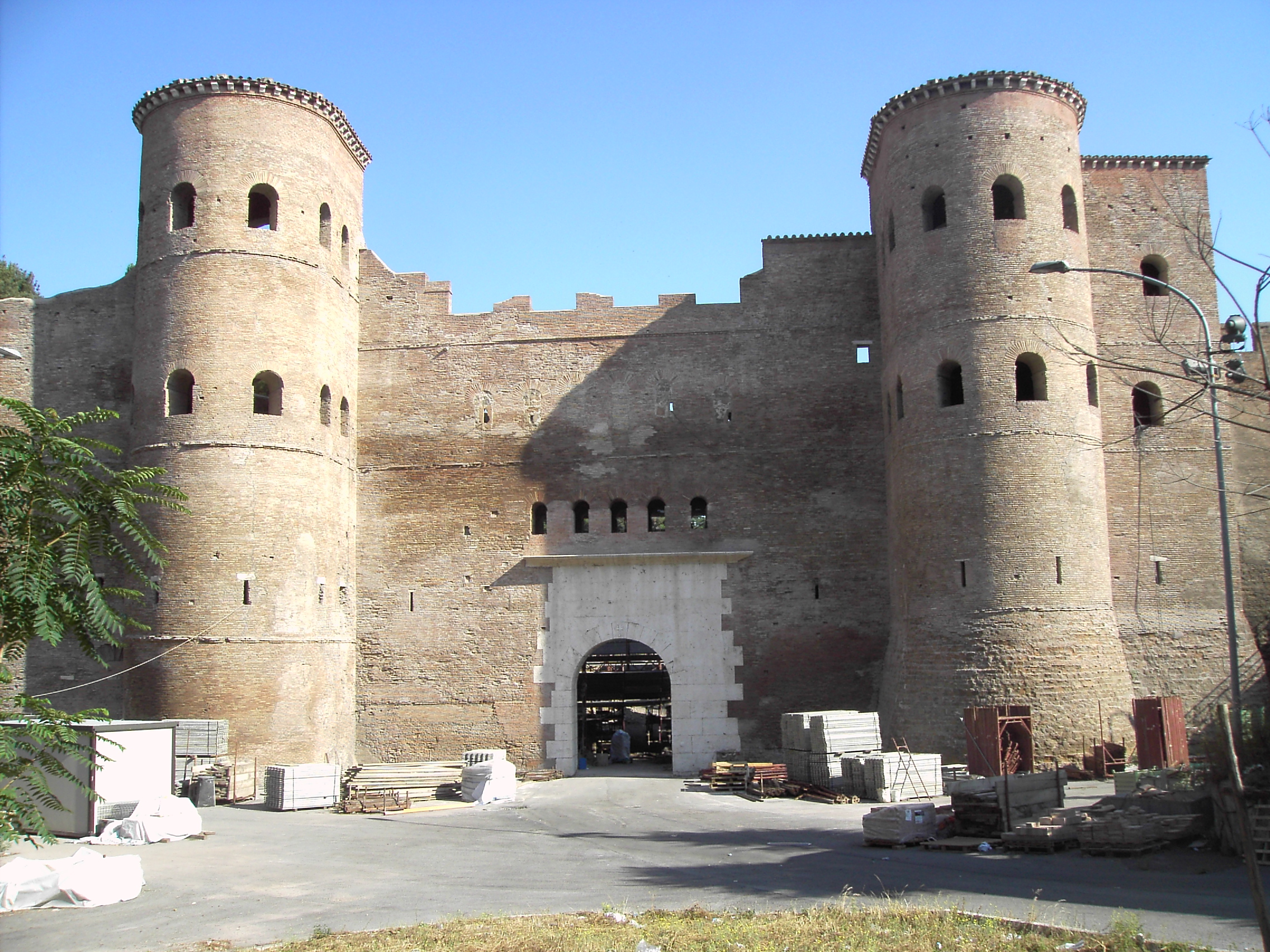
奧勒良城牆的塔樓

在公元前一世紀，因為羅馬帝國的不斷擴張，使得羅馬本城毫無受到外敵侵擾的可能性，所以凱撒便拆除了羅馬的城牆，以利首都的發展需要。但到奧勒良的時代，蠻族侵入義大利的情況時有所聞，羅馬城不能不加設防。271年，奧勒良宣布興建新的城牆，並在六年後完工，使得羅馬城又變回了一座有城牆的都市。城牆以石磚蓋成，共長19公里，平均高度6公尺、厚3.5公尺；該城牆有18座城門，城門上則各立有防衛塔。
「奧勒良城牆」是今日羅馬城所見得到的古城牆。

## 對外關係

### 征伐蠻族與放棄達其亞
奧勒良執政之前，公元一至二世紀的帝國北方防線已經破敗，蠻族經常入侵義大利。270年，汪達爾人大舉入侵，奧勒良趁他們掠劫退回北方時，埋設伏軍並上前迎擊，於271年年初殲滅這一支汪達爾人。而後，奧勒良進入意大利北部的波河流域，擊敗了佔領了皮亞琴察等城市的阿勒曼尼人。因此，奧勒良便受到元老院贈與「日耳曼征服者」的稱號。
關於圖拉真皇帝在165年前所建立的達其亞行省，由於羅馬軍團無法在此維持足夠的兵源對抗哥德人，於是奧勒良便在271年與對方首領談判，羅馬撤出達西亞地區，退至多瑙河南岸，並以河為界，與哥德人簽訂和平條約。奧勒良從默西亞、達爾馬提亞與色雷斯三個行省分出一些區域並加以合併，建立一個新的行省「新達其亞」，將原先自多瑙河北岸撤出的兩個軍團，重新配置於此。

### 東征帕尔米拉帝國
帕尔米拉原為羅馬的東方屬國，因沙漠商道的重要據點而興盛。在267年國王歐德納托斯遇刺身亡後，其遺孀芝諾比婭執掌國政，以其子瓦巴拉圖斯的名義獨攬大權。在羅馬中央紛擾的情勢下，她將帕尔米拉的勢力伸入卡帕多西亞東部，併吞敘利亞，並攻入且奪取了羅馬的穀倉埃及，成為雄霸一方的獨立王權。
羅馬在解決北方蠻族的問題之後，271年夏末，奧勒良便領軍東征帕米拉帝國。奧勒良先是致書予女皇芝諾比婭，以保證她的家族、財富與城市為條件，要求芝諾比婭開城投降；文書中並不使用任何「國王」或「女王」稱呼芝諾比婭。但芝諾比婭的回信為：
東方女皇芝諾比婭，致書奧勒良皇帝：
至今無人能如閣下一般，向本人做出此等命令。若閣下身為戰士，應知該等事務非由書信往返，而需藉由沙場決定。閣下勸說本人於開戰前投降，彷彿不知寧失性命而不願污損名譽之克麗奧帕特拉的往事一般。本人已獲波斯援軍，近期即將到達。阿拉伯人與亞美尼亞人亦願與本人結盟，敘利亞沙漠中之貝都因人，想必正令羅馬軍心煩不已。閣下尚需何等情報？當知東南北三地援軍正赴此地而來。
兩軍會戰之地為安塔基亞（安提阿）郊外的歐羅登斯河平原。帕爾米拉部隊主力為重裝騎兵，而羅馬則為輕騎兵。羅馬軍以誘敵的戰術，佯裝懼怕對方而逃入河中逃逸，待帕爾米拉趁勢挺進之時，理伏在山丘後方的羅馬部隊一湧而上，反倒以三方包圍帕爾米拉的重騎兵。以波斯傭兵為主力的帕爾米拉部隊，損失與逃跑的兵額約為戰前的三分之二。奇諾比亞只能將戰線后退，將殘餘兵力調往南方二百公里的艾梅沙。
第二場會戰，則是在艾梅沙城外展開。帕尔米拉仍以重騎兵為主力，主動攻進羅馬陣式之中。但奧勒良在這場會戰中則以步兵迎向敵方的騎兵。羅馬步兵接受命令維持陣形不動，直到帕尔米拉的騎兵靠近，以木棍向下擊打馬匹的腳，讓騎兵戰士墜馬，羅馬人再以短劍殺死。這場戰役仍是以羅馬軍佔絕對上風，連芝諾比婭的兒子也死在羅馬軍手上。芝諾比婭只能穿越沙漠，回到帕米拉本城。
奧勒良在兩次會戰獲勝後，繼續率領部隊挺進。但帕爾米拉位在沙漠中央，芝諾比婭封城不出，羅馬部隊只能圍城。雖然奧勒良以安提阿做為前線補給地，但補給線漫長且不安全，奧勒良的羅馬部隊在此則吃盡了苦頭。他在一封寄給秘書的信中提到這場圍城戰：
聽說首都的那群傢夥嘲笑羅馬皇帝居然和一個女人開戰，他們似乎以為我們是一男一女赤手空拳扭打。我可不是在和女人打仗，我面對的是武器和裝備齊全的大軍，只不過，他們的首領是個像男人一像勇敢的女人。……帕米拉守軍的弓箭、投石器、標槍性能優秀，難以形容。城市周遭的城牆上，密密麻麻排滿了投石器，射出毫不休止的砲彈。有時大型投石器還會投出帶火的砲彈，一旦落地，四周就是一片火海。……話說回來，勝利一定是屬於我們的，諸神總是眷顧羅馬人，我相信這回祂們一定會協助我們，讓羅馬復興。
最後，奧勒良動員了所有東方行省的資源加入後勤工作，帕爾米拉的情勢不斷惡化。272年，就在城破之前，女皇帶著重臣打算逃往波斯，但即被羅馬部隊捕獲。帕爾米拉居民聽說女皇被捕，立即開城投降。芝諾比婭被帶往首都，在奧勒良的凱旋儀式中，以黃金鎖鏈拖行於俘虜隊伍之中；皇帝奧勒良被贈予「東方重建者」的稱號。帕尔米拉不久再叛，奧勒良則是再度攻陷，並放縱兵士劫掠，最后毀滅了這座城市。

### 收復高盧帝國
273年，奧勒良挾著征服帕米拉的餘威，帶著軍隊沿著多瑙河轉向西方，準備趁勢收復已分離14年的高盧帝國。當時高盧帝國的皇帝為泰特里庫斯一世，他本人出生於元老貴族世家，思想傾向於羅馬帝國的統一。因此當奧勒良於當年秋天來到高盧的北方、今日稱為「香檳地區（Châlons-en-Champagne）」的平原上，在雙方軍隊對峙之前一夜，泰特里庫斯進入了奧勒良的軍營中密談。隔日，未經過正式的刀劍交戰，高盧皇帝向羅馬皇帝投降。原已三分的帝國版圖，在奧勒良手中再度統一。因此奧勒良受贈「世界重建者」的稱號。274年，元老院授予奧勒良在首都羅馬舉行了大凱旋式。

## 遇刺身亡
275年春天，奧勒良再度整軍出發，打算遠征波斯的薩珊王朝。4月，當軍隊驻扎在色雷斯時，奧勒良身邊的秘書官艾洛斯受到皇帝口頭上的嚴厲責備。艾洛斯害怕皇帝還有進一步的懲罰，擔心自己的生命危險，於是便偽造了一封奧勒良的文書，開列出皇帝即將下令處決的多位軍官名字，包括艾洛斯自己。艾洛斯將這封文書交給這些軍官，使得這些包括皇帝貼身侍衛的軍官惶恐不已，決定鋌而走險，在艾洛斯的引導下，幾位軍官潛入皇帝寢室並殺死了奧勒良。事發不久，奧勒良身邊的軍官發現真相，艾洛斯被處以分屍極刑，執行暗殺的軍官自殺。
由於奧勒良沒有子嗣，軍隊在懊悔之餘，將推舉皇帝的權力交給元老院。妻子塞維莉娜皇后有可能獨自當政幾個星期或幾個月（有爭議性），直到元老院選出克勞狄·塔西佗為羅馬帝國的繼任皇帝。奧勒良雖然在位期間只有4年9個月，但他以軍功完成了國家的統一，身後受到元老院的正式「封神」。

## 附註
1. ↑  他加上所有勝利頭銜的全名為Imperator Caesar Lucius Domitius Aurelianus Augustus, Germanicus Maximus, Gothicus Maximus, Parthicus Maximus, Restitutor Orientis, Restitutor Orbis——直譯為統帥·凱撒·魯奇烏斯·多米提烏斯·奧勒里安烏斯·奧古斯都，偉大的日耳曼征服者，偉大的哥德征服者，偉大的帕提亞征服者，東方重建者，世界重建者。
2. ↑  優特羅比認為他生於達西亞，但在其它史料中也有認為他生於默西亞或馬其頓。
3. ↑  引自奧勒里烏斯·維克托的作品。
4. ↑  Körner, Christian. . . 23 December 2008  [6 January 2011]. （原始内容存档于2 December 2010）.

## 來源
- 維克多 Epitome de Caesaribus, xxxv "Epitome de Caesaribus" (4th century)
- 歐特羅皮烏斯, Breviarium historiae Romanae, IX. 13–15 (4th century)
- 羅馬帝王紀 Aurelianus Life of Aurelian Part 1 Part 2 Part 3
- 佐西姆斯, Historia Nova Translation of the Historia Nova (published in 1814), book 1, (5th–6th century)
- 約翰·佐納拉斯, Compendium of History Compendium excerpt: Claudius to Diocletian 268–284 (12th century)